# Aspret-Sarrat
Aspret-Sarrat település Franciaországban, Haute-Garonne megyében. Lakosainak száma 128 fő (2022. január 1.). Aspret-Sarrat Valentine, Encausse-les-Thermes, Labarthe-Rivière, Miramont-de-Comminges, Régades, Saint-Gaudens és Sauveterre-de-Comminges községekkel határos.

## Népesség
A település népességének változása:
| Lakosok száma | 53   | 77   | 96   | 134  | 141  | 143  | 136  | 128  | 124  | 128  |
|               | 1968 | 1982 | 1990 | 2006 | 2013 | 2015 | 2017 | 2019 | 2020 | 2022 |